# Оде-де-Сион, Александр Карлович
Александр Карлович Оде-де-Сион (фр. Charles-Frédéric-Alexander Audé de Sion; 2 ноября 1816 года, Нанси, Франция — 28 мая [10 июня] 1857 года, Санкт-Петербург, Российская Империя) — русский статский советник, управляющий Ораниенбаумским дворцовым управлением, благотворитель.
Вероисповедание — католик.

## Биография

### Происхождение
Происходит из нетитулованного русского дворянского рода Оде-де-Сион, основанного его дедом Карлом Осиповичем Оде-де-Сион (1758—1837), выходцем из Савойи, перешедшим в 1791 году в русское подданство.

### Рождение, ранние годы
Его отец Карл Карлович Оде-де-Сион (1794—1858), русский боевой офицер, имевший ранение при Бородине, тогда ещё в чине штабс-капитан прибыл в кампанию 1815 года на территорию Франции в качестве ординарца главнокомандующего русской армии М. Б. Барклая-де-Толли. Там он был оставлен служить в составе русского оккупационного корпуса в Нанси, где встретился со своей дальней родственницей пятнадцатилетней Луизой-Генриеттой-Вильгельминой Веттель (фр. Louise-Henriette-Wilhelmine Wettel, 1800—1855) и вскоре женился на ней. В русском подданстве она приняла имя Луиза Федоровна и 11 ноября 1816 года в Нанси произвела на свет их единственного ребёнка — сына Александра Карловича, крещёного в католичестве фр. Charles-Frédéric-Alexander Audé de Sion.
По возвращёнии оккупационного корпуса в Россию, в марте 1819 года штабс-капитан Оде-де-Сион был утверждён адъютантом генерала от инфантерии Ф. Ф. Довре, командира отдельного Литовского корпуса, расквартированного в Царстве Польском. Семья Оде-де-Сион поселилась в Варашве, а с переводом отца в Брестский пехотный полк в октябре 1821 года — в Брест-Литовске. Там, в ночь с 27 на 28 июня 1828 года, пока отец отлучился из города с полком на манёвры, двенадцатилетний Александр Карлович пережил знаменитый большой пожар, в котором сгорело более 220 зданий. От огня его спасла мать, которой пришлось бежать с ним по улице почти без одежды.
В 1829 году его отец вышел в отставку с военной службы и поступил в Министерство финансов — семья переехала в Санкт-Петербург. Первоначальное образование Александр Карлович получал дома, с раннего детства проявляя незаурядные способности в учёбе. Так, в 9 лет он говорил уже на четырёх языках. Это позволило ему успешно выдержать вступительные экзамены по русскому, латыни, немецкому и французскому языкам, математике, географии и истории в Царскосельский лицей. В мае 1837 года он был выпущен из Лицея с чином губернский секретарь.

### Начало службы в Санкт-Петербурге и Саратове
Сразу по окончании Царскосельского лицея, начал карьеру с младших должностей в канцелярии Военного министерства и его комитете по проверке и исправлению свода военных законов и постановлений. За усердную службу был дважды, в апреле 1838 года и марте 1839 года, Всемилостивейше пожалован крупными денежными вознаграждениями. В ноябре 1839 года испросил отпуск на четыре месяца из которого, однако, не вернулся, сказавшись больным. В действительности же он последовал за родителями в Саратов, куда его отец был назначен вице-губернатором. Европеизированная семья Оде-де-Сионов была с восторгом принята в городе, где находилась крупнейшая немецкая колония, а также осело множество французских военнопленных и ссыльных польско-литовских повстанцев. Их дом стал одним из центров местной светской и культурной жизни.
В мае 1840 года Александр Карлович по собственному желанию был переведён из Военного министерства в Саратовскую палату Министерства государственных имуществ (МГИ). В августе 1841 года повышен в чине до коллежского секретаря, в сентябре того же года переведён в канцелярию саратовского губернатора А. М. Фадеева. Там по личному распоряжению последнего занимался делопроизводством Губернского статистического комитета, составлял описание губернии и заведовал редакцией Губернских ведомостей.
В 1842 году вице-губернатор К. К. Оде-де-Сион крупно повздорил с губернским предводителем дворянства А. А. Столыпиным, весьма авторитетным и богатым саратовским помещиком, дальним родственником М. Ю. Лермонтова. Используя свои петербургские связи, Карл Карлович добился его отстранения от должности, однако и Столыпин не остался в долгу, настроив против Оде-де-Сионов и местное дворянство, и губернатора. Александру Карловичу пришлось покинуть службу в его канцелярии и вернуться в Саратовскую палату МГИ чиновником по особым поручениям.

### Возвращение в столицу
Годом позже его отец, уступая давлению саратовского общества, оставил пост вице-губернатора, и всё семейство вернулось в Санкт-Петербург. Александр Карлович перешёл на ту же должность в VII Судное отделение Первого департамента МГИ. В 1844 года занял должность окружного начальника палаты Государственных имуществ в Новоладожском уезде Санкт-Петербургской губернии, а в 1847 году произведён в титулярные советники и назначен начальником Санкт-Петербургского округа палаты. В 1849 году повышен в чине до коллежского асессора, а в 1851 году — до надворного советника.
В 1853 году стал коллежским советником и назначен исполнять дела управляющего Ораниенбаумским дворцовым управлением двора великой княгини Елены Павловны. На следующий год утверждён в этой должности. В 1856 году пожалован чином статского советника.
В то время императорскому дому Романовых требовалось срочно восстановить репутацию и связи с европейскими дворами, испорченные Крымской войной. Для этого все его члены начали активно разъезжать по столицам и крупным международным курортам, где, встречаясь с местной знатью и родственниками, рассчитывали улучшить своё реноме и в целом Российской империи, которую они представляли. В 1856 году великая княгиня Елена Павловна избрала целью своего дипломатического турне Ниццу. Туда был срочно командирован Александр Карлович с целью выбрать для неё подобающий дворец и проследить, чтобы его убранство и все службы соответствовали вкусам и высокому статусу гостьи. В ходе этой поездки в Париже состоялась последняя встреча между представителями российской и савойской ветвей рода — статский советник Александр Карлович Оде-де-Сион повидался со своим троюродным братом бароном Жозефом-Густавом Оде (фр. Joseph-Gustave Audé; 1831—1906).

### Конец жизни, смерть
28 мая 1857 года статский советник Оде-де-Сион внезапно скончался в возрасте 40 лет в самом расцвете карьеры. Похоронен в семейном склепе на Волковском лютеранском кладбище в Санкт-Петербурге. Смерть единственного кормильца поставила семью в стеснённое материальное положение — его вдова Анна Васильевна вынуждена была после похорон уехать из Ораниенбаума с детьми в деревню. Отец, Карл Карлович Оде-де-Сион, который пережил сына почти на год, 26 июня 1857 года сообщил родственникам в Савойю это печальное известие, и вскоре связь ними прервалась окончательно.

## Благотворительная деятельность
Помимо основной службы он был активным деятелем благотворительного «Обществе посещения бедных», что также приравнивалось к государственной службе. С 1850 года член-распорядитель «Детской комнаты» общества, рассчитанной на 10—15 детей (располагалось в доме госпожи Яниковой в Песках на Конногвардейской улице). С 1851 года распорядитель действующей при обществе «Школы малолетних», в которой обучалось 37 детей обоего пола от 4 до 9 лет (располагалось в доме госпожи Хендерсон в 11-й роте Измайловского полка), а также член правления «Магазина» общества. В том же году Александр Карлович стал кандидатом, а на следующий год избран членом-распорядителем правления общества и оставался им до его закрытия в 1855 году.

## Личная жизнь, семья

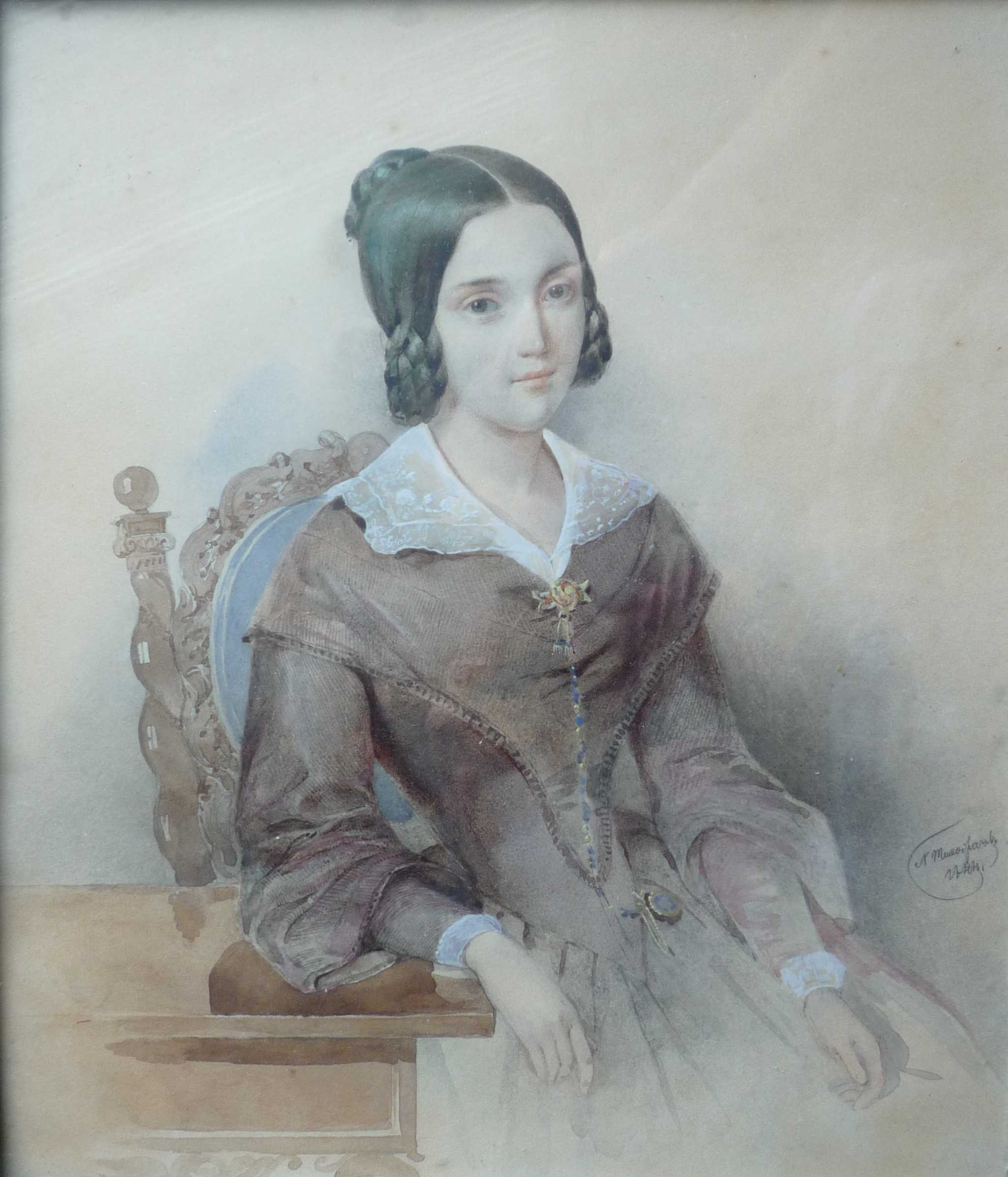
Супруга А. В. Оде-де-Сион, художник Н. И. Тихобразов, 1844

Перебравшись на службу в Новоладожский уезд, он около 1844 года познакомился и вскоре женился на Анне Васильевне (1821—1871) — дочери потомственного военного моряка подполковника В. А. Сарычева. Выросшая на мызе своего деда И. Н. Философова Загвоздье , интеллектуала и ценителя искусства, у которого часто гостили известные живописцы, она, благодаря такому окружению и усилиям своей матери Натальи Илларионовны, выпускницы Смольного института, отличалась высокой образованностью, художественным вкусом и безупречным воспитанием. Их дети:
- Оде-де-Сион, Александр Александрович (1845—?) — штабс-капитан, участник Хивинского похода (1873) и Русско-турецкой войны (1877—1878). Кавалер ордена Святого Станислава 3-й степени с мечами и бантами. Уволился от службы 1879 году. На момент отставки был холост, дальнейшая судьба неизвестна[15].
- Оде-де-Сион, Василий Александрович (1846—1883) — поручик, участник Русско-турецкой войны 1877—1878 годов; прототип персонажа романа Валентина Пикуля «Баязет». Его потомки под видоизменённой фамилией Одедесион продолжают род и поныне[16].
- Хрунова, Елизавета Александровна (1848—1926) — супруга тайного советника, Петра Александровича Хрунова (1842—1918), военного хирурга, участника Хивинского похода (1873), родившая ему семерых детей. Её крёстной матерью была Толстая, Александра Андреевна (1817—1904), ставшая позднее камер-фрейлина императрицы Марии Фёдоровны — дальняя родственница Сарычевых. С семьёй крестницы она, несмотря на своё высокое придворное положение, поддерживала самые тёплые отношения до конца жизни, а часть её личных вещей перешла по наследству к Елизавете Александровне.
- Ульянова, Наталья Александровна  (1849—?) — супруга Николая Фёдоровича Ульянова, архитектора и инженера-технолога, с 1869 года работавшего в Ташкенте, где и в наши дни проживают их потомки. Множество зданий в «Туркестанском стиле», возведённых по его проектам до сих пор определяет исторический облик города, а до 1990-х годов сохраняла своё историческое имя улица Ульяновская, названная ещё до Революции так именно в его честь.
- Оде-де-Сион, Елена Александровна (1854—1928) — военный фельдшер, участница многих войн.

В бытность Александра Карловича управляющим Ораниенбаумского дворцового управления, большая и дружная семья Оде-де-Сионов составляла цвет местной интеллигенции. С ним водил дружбу поэт Н. А. Некрасов, который, с 1854 года, проводил лето на даче по соседству.
Овдовев, Анна Васильевна, беременная очередным ребёнком, вынуждена была вскоре перебраться из Ораниенбаума с детьми в родное Загвоздье, поскольку скромной пенсии, назначенной ей великой княгиней Еленой Павловной, для жизни в городе не хватало. Мызой этой к тому времени владел её дядя по матери генерал от артиллерии А. И. Философов, воспитатель сыновей императора Николая I. Чтобы обеспечить любимую племянницу, детям которой он к тому же доводился крёстным отцом, генерал поручил ей вести дела имения. Через год, благодаря поддержке всесильного дяди, ей удалось отправить сыновей, которым уже исполнилось 12 лет и 13 лет, в Санкт-Петербург к надёжному гувернёру, чтобы подготовить мальчиков к гимназии. В 1868 году младший — Василий был выпущен из Павловского военного училища по 1-му разряду подпоручиком в лейб-гвардии Санкт-Петербургский Короля Фридриха-Вильгельма III полк, расквартированный в Варшаве, а старший Александру окончив годом позже гимназию, начал военную карьеру рядовым-вольноопределяющимся лейб-гвардии Измайловского полка. Устроив, таким образом, сыновей, Анна Васильевна занялась образованием дочерей. С помощью всесильного дяди-генерала Философова и родственников Толстых, она выхлопотала себе должность начальницы Института благородных девиц в Оренбурге, куда и переехала летом 1869 года из Загвоздья с дочерьми, ставшими воспитанницами этого учебного заведения. Благодаря её усилиям дети получили достойное образование и положение в обществе, а их потомки широко расселились на просторах Российской империи и государств — её правопреемников, некоторые из них в после Октябрьской Революции эмигрировали во Францию.

## Комментарии
1. ↑  В одном из писем генерал-майор К. О. Оде-де-Сион, дед Александра Кароловича, называет невестку кузиной своего сына: «фр. il est marié avec une de ses cousines, Louise»[1]. Однако в те годы этим словом обозначали не только двоюродных сестёр, но вообще всех дальних кровных родственниц в одном колене, поэтому точная степень близости родства супругов не известна[2].
2. ↑  По другим сведениям Александр Карлович Оде-де-Сион родился в Ницце. Однако это маловероятно, так как с июня 1815 года Ницца по решению Венского конгресса перешла к вновь восстановленному Сардинскому королевству, и, таким образом, не относилась более к территории Франции, оккупированной c 1815 по 1818 союзниками. Кроме того она находится далеко на Юг от места службы его отца. Вероятнее всего — опечатка в источнике[1].
3. ↑  Его отец ещё в марте 1837 года был прикомандирован к V отделению собственной Его Императорского Величества канцелярии, которое в том же году было преобразовано в МГИ. Возглавлял это ведомство генерал от инфантерии граф П. Д. Киселёв (1788—1872) — последовательный сторонник освобождения крестьян путём постепенной ликвидации крепостного права, чтобы «рабство уничтожилось само собою и без потрясений государства». Под его руководством на государственных землях, подчинённых МГИ, проводились экспериментальные попытки реформ, нацеленные на облегчение тяжести феодальных повинностей — предтечи полномасштабной Крестьянской реформы (1861).
4. ↑  Чиновники по особым поручениям командировались в разные уезды, что бы вести судебные дела по земельным спорам.
5. ↑  Это подразделение ведало спорными делами между государственными крестьянами о землях, недвижимых имуществах, выморочных имениях, о вознаграждении помещиков за крестьян и дворовых людей, отчуждаемых в казну, спорными межевыми делами между казной и частными лицами, делами по спорам между казёнными селениями по размежеванию между собой, следственными делами по преступлениям чинов управления государственными имуществами (кроме лесных чинов), делами по растратам общественных сумм и следственными делами о самовольных порубках казённых лесов.

### Книги
- Dr. Michel Francou. De Faverges à Saint-Pétersbourg // Revue savoisienne :  [фр.] / Charles Marteanx. — Annecy, France : Académie florimontane, 1988. — Vol. 128—130. — P. 55—67.
- Felińska, Ewa. Wspomnienia z podróży do Syberji, pobytu w Berezowie i w Saratowie: Spisane pṛzez Ewę Felińskę :  [польск.]. — Wilno : Nakładem i drukiem Józefa Zawadzkiego, 1852. — Vol. 2. — 299 p.
- А. М. Фадеев. Воспоминания Андрея Михайловича Фадеева : 1790–1867. — Одесса, 1897. — Ч. I.
- Часть вторая : Местные правления // Адрес-календарь или общий штат Российской империи на 1844 год :  [рус.]. — СПб. : Императораская Академия наук, 1844. — 852 с.
- Лермонтов и его родня по документам архива А. И. Философова / Публ. А. Михайловой // М. Ю. Лермонтов / АН СССР. Ин-т лит. (Пушк. дом); Ред. П. И. Лебедев-Полянский; (гл. ред.), И. С. Зильберштейн, С. А. Макашин.. — М. : Издательство АН СССР, 1948. — Кн. 2. — (Литературное наследство ; 1941—1948, т. 45/46).
- Игнатенко В.Ф. Усадьба Успенское. Люди судьбы. Генеалогия дворянских родов: Томиловы и Шварцы. — СПб. : Нестор-История, 2003. — 189 с.
- Часть III : Общий алфавитный указатель жителей столицы // Всеобшая адресная книга С.-Петербурга, с Васильевским островом, Петербургскою и Выборгскою сторонами и Охтою / Составлена под покровительством Санкт-Петербургского обер-полицмейстера генерал-лейтенанта Трепова. — СПб. : Издание Гоппе и Корнфельда, 1867. — 307 с.
- Орлов Ф. Очерк исторіи С.-Петербургскаго гренадерскаго короля Фридриха Вильгельма III-го полка, 1726-1880. — СПб. : Е.И.В. Канцеларія, 1881. — 809 с.
- Айдарова Наталия Михайловна. Моя жизнь (1905—1989). Мемуары. — М., 2011.

### Статьи
- Полторацкий, Сергей Дмитриевич. Заметки и воспоминания Д. С. Полторацкого по поводу труда Д. Н. Бантыш-Каменского: «Словарь достопамятных людей русской земли» // Русская старина. — СПб., 1892. — Т. 74. — 763 с.

### Документы
- Дело подполковника В. А. Сарычева вдовы, Натальи Илларионовы Сарычевой в Санкт-Петербургской дворянской опеке (4—25 февраля 1852 года). //   ЦГИА. Ф. 268. Оп. 1. Д. 10399. Л. 1, 3, 8.
- Послужной список поручика 123 пехотного Козловского полка Оде-де-Сиона, составленный в ноябре 1884 года //   РГВИА. Ф. 16096. Оп. 1. Д. 278. Л. 61—64.
- Дело № 1220 от 30 октября 1879 года «Об увольнении от службы штабс-капитана Оде-де-Сиона» //   РГВИА. Ф. 400. Оп. 9. Д. 17028. Л. Обл., 4—8об.